# Дідьє Ламкель Зе
Дідьє Ламкель Зе (фр. Didier Lamkel Zé, нар. 17 вересня 1996, Бертуа, Камерун) — камерунський футболіст, фланговий форвард турецького клубу «Хатайспор».

## Клубна кар'єра
Дідьє Ламкель Зе починав грати у футбол у Камеруні у клубі EFBC. Та згодом він перебрався до Франції, де приєднався до клубу «Лілль». Тут Дідьє грав лише у молодіжному складі. І вже за рік футболіст перейшов до клубу Ліги 2 «Ніор». Де влітку 2016 року він дебютував у першій команді у матчі Ліги 2.
У липні 2018 року Ламкель Зе підписав чотирирічний контракт з бельгійським «Антверпеном». У грудні 2020 року з'явилася інформація про можливий перехід камерунського футболіста у грецький «Панатінаїкос», де працює колишній тренер «Антверпена» Ласло Белені. І в січні 2021 року для того, щоб змусити керівництво клубу його відпустити, Ламкель Зе прийшов на тренування «Антверпена» у футболці принципового суперника — столичного «Андерлехта». Та після обурених виступів фанатів клубу Ламкель Зе вибачився і виступив з публічною заявою, де підтвердив подальшу співпрацю з «Антверпеном».

## Статистика виступів

### Статистика виступів за збірну
Станом на 13 листопада 2019 року
| Дата       | Місто | Господарі | Результат | Гості      | Турнір                                  | Голи | Примітки |
| ---------- | ----- | --------- | --------- | ---------- | --------------------------------------- | ---- | -------- |
| 13-11-2019 | Яунде | Камерун   | 0 – 0     | Кабо-Верде | Відбір до Кубка африканських націй 2021 | -    | 86'      |
| Усього     |       | Матчів    | 1         |            | Голів                                   | 0    |          |

## Титули і досягнення
- Володар Кубка Бельгії (1):

«Антверпен»: 2019/20